# Kyūichi Tokuda
Kyūichi Tokuda (jap. 徳田球一 Tokuda Kyūichi; ur. 12 września 1894, zm. 14 października 1953) – japoński polityk i prawnik, jeden z założycieli Japońskiej Partii Komunistycznej (1922), a następnie jej sekretarz generalny (1945-1953), przebywał w więzieniu w latach 1928-1945, deputowany do parlamentu w latach 1946-1950, w 1953 wyjechał do Chińskiej Republiki Ludowej.